# شطء

الشطء (بالإنجليزية: Tiller)‏ هو ساق نباتية ثانوية تنتج عند قاعدة النبات في بعض نباتات الفصيلة النجيلية مثل القمح والشعير. تنتج بعض الأشطاء المبكرة نورات (سنابل). تتميز بعض المحاصيل كالشوفان بإشطاءاتها العديدة.